# Komarówka Podlaska
Komarówka Podlaska è un comune rurale polacco del distretto di Radzyń Podlaski, nel voivodato di Lublino.
Ricopre una superficie di 137,56 km² e nel 2004 contava 4 763 abitanti.